# Baap Numbri Beta Dus Numbri
Baap Numbri Beta Dus Numbri er en indisk film fra 1990.

## Medvirkende
- Kader Khan som Raman / Dayashankar "Daddu"
- Shakti Kapoor som Prasad
- Jackie Shroff som Ravi Singh / Ravi Dada
- Farah som Rosy D'Souza
- Aditya Pancholi som Anil
- Sabeeha som Anita Singh
- Gulshan Grover som Gullu Dada